# Mień
Mień est un village de Pologne, situé dans la gmina de Brańsk, dans le Powiat de Bielsk Podlaski, dans la voïvodie de Podlachie.
Selon le recenssement de la commune de 1921, ont habité dans le village 503 personnes, dont 495 étaient catholiques et 8 judaïques. Parallèlement, 495 habitants ont déclaré avoir la nationalité polonaise, 8 la nationalité juive. Dans le village, il y avait 73 bâtiments habitables.

## Source
- (en) Cet article est partiellement ou en totalité issu de l’article de Wikipédia en anglais intitulé « Mień » (voir la liste des auteurs).